# Josef Velker
Josef Velker (serb. Јосиф Велкер, Josif Velker, chorw. Josip Velker, węg. József Welker, niem. Josef Wölker, ur. 5 grudnia 1912 w Šove, zm. 29 listopada 1995 w Huntsburgu) – jugosłowiański piłkarz narodowości niemieckiej występujący na pozycji pomocnika, reprezentant Jugosławii w latach 1938–1940.

## Kariera klubowa
Grę w piłkę nożną na poziomie seniorskim rozpoczął w wieku 19 lat w NAK Novi Sad. W barwach tego klubu występował w mistrzostwach Nowosadzkiego Okręgowego Związku Piłki Nożnej, stanowiących II poziom ligowy. W 1933 i 1936 roku wywalczył z NAK mistrzostwo okręgu Nowosadzkiego. W sezonie 1935/36 uzyskał z tym klubem prawo gry w Prvenstvo Jugoslavije, w której dotarł do półfinału, przegrywając w nim z FK Slavija Sarajewo. Jesienią 1937 roku przeniósł się do FK Vojvodina, która dzięki wysokiemu budżetowi ściągała do siebie czołowych zawodników w kraju. W pierwszym sezonie po przybyciu został z 31 bramkami najskuteczniejszym strzelcem zespołu. W latach 1937–1940 czterokrotnie zwyciężył z FK Vojvodina w mistrzostwach okręgu Nowosadzkiego.
Po rozpoczęciu niemieckiej okupacji Jugosławii klub został rozwiązany a jego własność w całości skonfiskowana i przekazana węgierskim nazistom, którzy reaktywowali go pod nazwą Újvidéki AC. Velker, jako członek mniejszości niemieckiej, otrzymał nakaz wstąpienia do SS, jednak zdezerterował i ukrywał się w okolicach Vrbasu. Działacze Újvidéki AC nawiązali z nim kontakt i złożyli mu ofertę amnestii i gry w klubie pod groźbą osadzenia go i członków jego rodziny w obozie koncentracyjnym, na którą przystał. 31 sierpnia 1941 zadebiutował w Nemzeti Bajnokság I w wygranym 3:1 meczu przeciwko MÁVAG SK. W sezonie 1943/44 wraz z Bélą Pálfim został z 15 bramkami najlepszym strzelcem zespołu. Łącznie w latach 1941–1944 rozegrał w węgierskiej ekstraklasie 76 spotkań i zdobył 36 bramek.
Po zakończeniu II wojny światowej grał ponownie w odbudowanej FK Vojvodina. W okresie rządów Komunistycznej Partii Jugosławii klub z przyczyn politycznych i ideologicznych był represjonowany przez władze. Zmieniono jego nazwę na FK Sloga i przydzielono miejsce w Lidze Republikańskiej. Ponadto piłkarze spotykali się ze stronniczością arbitrów i działaczy związkowych. Velker, z powodu nadmiaru obowiązków w gospodarstwie rolnym, ograniczał stopniowo częstotliwość występów; jednocześnie wspierał klub finansowo, samemu nie pobierając żadnej pensji. Latem 1951 roku, po awansie Vojvodiny do Prvej Ligi Jugoslavije, zakończył karierę i przeprowadził się do zamieszkałej w Stanach Zjednoczonych żony. Uznawany jest za najlepszego i najbardziej rozpoznawanego piłkarza w przedwojennej historii FK Vojvodina.

## Kariera reprezentacyjna
25 września 1938 zadebiutował w reprezentacji Jugosławii w zremisowanym 4:4 towarzyskim meczu z Polską w Warszawie, w którym zdobył dwie bramki. Łącznie w latach 1938–1940 rozegrał w drużynie narodowej 3 spotkania i strzelił 2 gole.

### Bramki w reprezentacji
| LP | Data             | Miejsce                            | Przeciwnik | Bramka | Rezultat | Ranga meczu     |
| -- | ---------------- | ---------------------------------- | ---------- | ------ | -------- | --------------- |
| 1. | 25 września 1938 | Stadion Wojska Polskiego, Warszawa | Polska     | 1:2    | 4:4      | Mecz towarzyski |
| 2. | 25 września 1938 | Stadion Wojska Polskiego, Warszawa | Polska     | 3:3    | 4:4      | Mecz towarzyski |

## Życie prywatne
Urodził się w zamożnej rodzinie niemieckich właścicieli ziemskich, przybyłych na tereny Wojwodiny za panowania Marii Teresy Habsburg. Ukończył gimnazjum w Novim Vrbasie a następnie szkołę średnią w Nowym Sadzie. W 1931 roku poślubił Amerykankę imieniem Catherine. Po zakończeniu kariery piłkarskiej przeniósł się z żoną do Cleveland w Stanach Zjednoczonych, gdzie pozostał na stałe.